# Бестейро, Хулиан

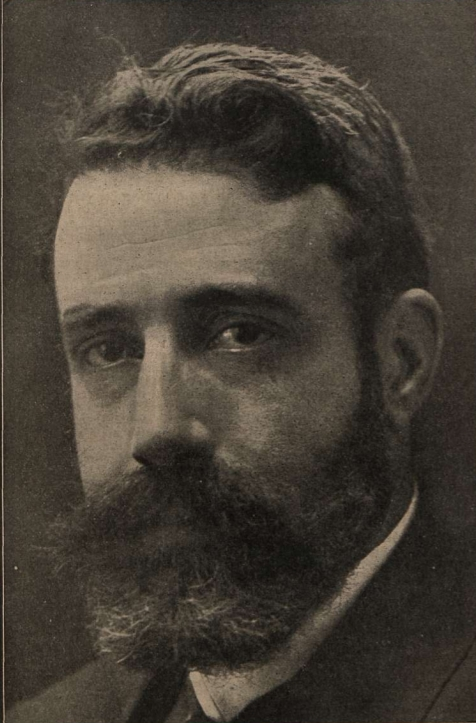
Хулиан Бастейро в 1912 году

Хулиа́н Бесте́йро Ферна́ндес (исп. Julián Besteiro Fernández; 21 сентября 1870, Мадрид — 1940, Кармона) — испанский политический деятель, один из лидеров Испанской социалистической рабочей партии (ИСРП), профессор философии.

## Философ и политик
Окончил Институт свободного образования, первое в Испании чисто светское учебное заведение, воспитанниками которого были многие известные деятели культуры. Затем получил образование на факультете философии и литературы Мадридского университета, завершив его с отличными результатами, в 1895 году получил докторскую степень. Во время учёбы в университете сблизился с республикански настроенной молодёжью. В 1896 году учился в Сорбонне. С 1897 года занимал кафедру психологии, логики и этики в институте Оренсе, в 1899—1908 годах преподавал в Толедо (официально находился в штате до 1912), переводил книги с французского и английского языков. С 1903 года участвовал в деятельности Республиканского союза, основанного Николасом Сальмероном и Алехандро Леррусом, в том же году был избран членом муниципалитета Толедо. После раскола Республиканского союза в 1908 году на сторонников Сальмерона и Лерруса Бестейро поддержал последнего и вступил в основанную им Республиканскую радикальную партию, в которой остался до своего возвращения из Германии, куда он ездил в 1909—1910 годах с научными целями (в это время посещал университеты Берлина, Мюнхена и Лейпцига, в совершенстве овладел немецким языком).
Живя в Германии, Бестейро установил контакты с немецкими социал-демократами, причём ориентировался на ортодоксальное течение Карла Каутского, конкурировавшее с ревизионистским Эдуарда Бернштейна. В 1912 году Бестейро стал профессором по кафедре логики Мадридского университета.

## Социалист
Выступил против войны в Марокко, за что был заключён в тюрьму, где познакомился с испанским социалистом Андресом Саборитом, с помощью которого вступил в ряды ИСРП, будучи уже состоявшимся учёным и имея опыт политической деятельности в несоциалистической партии. Также стал членом Всеобщего союза трудящихся (UGT), близкого к социалистам профсоюзного объединения. В 1913 году вступил в брак с Долорес Себриан Фернандес Вильегас, преподавателем физики в Нормальной педагогической школе Толедо. В том же году был избран членом муниципалитета Мадрида, позднее неоднократно переизбирался на этот пост.
В 1914 году Бестейро, несмотря на свой небольшой стаж социалиста, был избран членом национального комитета Всеобщего союза трудящихся и вице-президентом национального комитета ИСРП. 9 августа 1917 года Всеобщий союз трудящихся объявил о проведении всеобщей забастовки, которая не дала ожидаемых результатов, но Бестейро, вместе с остальными её инициаторами был предан военному суду, приговорён к пожизненному заключению. Был помещён в тюрьму Картахены, но уже в следующем году освобожден, как и другие участники забастовочного комитета — все они стали депутатами кортесов (парламента; Бестейро был избран от Мадрида) и в их поддержку была развёрнута мощная общественная кампания.
После прихода к власти в 1923 году военного диктатора Мигеля Примо де Риверы Бестейро, как умеренный социалист, был сторонником сотрудничества с новым режимом, полагая, что оно способно усилить позиции Всеобщего союза трудящихся в соперничестве с профсоюзами, контролируемыми анархистами. В связи с этим Бестейро разошёлся во взглядах с другим лидером умеренных социалистов Индалесио Прието, зато временно сблизился с руководителем левого крыла в партии Франсиско Ларго Кабальеро (с которым вместе находился в тюрьме в 1917—1918 годах), также выступавшим за компромисс с диктатурой. В 1925 году, после кончины основателя ИСРП Пабло Иглесиаса, Бестейро стал председателем ИСРП и Всеобщего союза трудящихся. В 1930 году выступал против участия партии в Пакте Сан-Себастьяна, символизировавшем объединение всех республиканских сил, включения представителей социалистов в состав Революционного комитета, образованного во время встречи в Сан-Себастьяне, а также участия своего профобъединения во всеобщей забастовке 15 декабря 1930 года. Не получив поддержки большинства партийцев, 22 февраля 1931 года подал в отставку с постов лидера партии и профобъединения.
Впрочем, после провозглашения Испании республикой Бестейро, как политик, пользовавшийся авторитетом как в среде социалистов, так и других республиканских партий, был избран председателем Учредительных кортесов (с 14 июля 1931 до 1933 года). Находясь на этом посту, позиционировал себя как нейтральный спикер, учитывавший интересы всех фракций. В 1932—1934 годах, оставаясь председателем кортесов, вновь занимал пост главы Всеобщего союза трудящихся. Возглавлял правое крыло в ИСРП, выступавшее против радикализации партии, приведшей к её участию в восстании рабочих в Астурии в октябре 1934 года. В феврале 1936 года он в последний раз был избран депутатом кортесов от Мадрида.

## Деятельность во время гражданской войны
После начала гражданской войны в Испании Бестейро сосредоточился на работе в мадридском муниципалитете, где возглавил комитет реформ, реконструкции и исправления; кроме того, он занимал пост декана факультета философии и литературы Мадридского университета. Выступал против усиления позиций коммунистов и за поиски компромисса с выступившими против правительства Народного фронта националистами. Во время штурма Мадрида войсками Франсиско Франко, когда правительство эвакуировалось в Валенсию, отказался покинуть город; также не принимал предлагавшихся ему посольских назначений, которые могли бы позволить ему уехать из охваченной войной страны. В мае 1937 года президент республики Мануэль Асанья назначил его своим представителем на коронации британского короля Георга VI с тем, чтобы Бестейро обсудил с ведущими политиками Англии и Франции возможность достижения мира в Испании. Бестейро встретился с министром иностранных дел Великобритании Энтони Иденом и премьер-министром Франции Леоном Блюмом, однако эти контакты не были результативными.
В марте 1939 года Бестейро согласился войти в состав Совета национальной обороны, образованного полковником Сехисмундо Касадо (при формальном председательстве генерала Миахи), восставшим против республиканского правительства Хуана Негрина. Был единственным известным политиком, ставшим членом этого органа, в котором отвечал за внешние связи. Рассчитывал на начало переговоров с Франко при посредничестве Великобритании о достижении минимально приемлемых условий мира, но генералиссимус отверг такую возможность, настаивая на сдаче без всяких условий.

## Арест, тюрьма, смерть
В условиях развала республиканских властных структур отказался покидать Мадрид, и, после занятия его франкистами, был арестован 28 марта 1939 года. К тому времени был тяжело болен туберкулёзом. Этот факт, равно как и его отказ от участия в гражданской войне, и роль в свержении правительства Негрина привели лишь к тому, что военный суд решил воздержаться от вынесения смертного приговора. Бестейро был приговорён к 30 годам лишения свободы (франкисты не могли простить ему участия в проведении радикальных реформ на посту спикера кортесов), недолго содержался в мадридских тюрьмах, а затем был переведён в Кармону под Севильей. Несмотря на тяжёлые условия заключения, вёл себя с достоинством. В 1940 году скончался от туберкулёза, не получая достаточной медицинской помощи в тюремных условиях.
В 2003 году в память о Бестейро была названа станция мадридского метрополитена.